# DFS 193
Il DFS 193 fu un aereo sperimentale monoplano ad ala alta a parasole, monomotore e biposto, sviluppato in Germania dall'istituto di ricerca Deutsche Forschungsanstalt für Segelflug (DFS) nella seconda parte degli anni trenta e rimasto alle prime fasi di sviluppo.
Risultato dei progetti elaborati da Alexander Lippisch e da Roth del DFS, era caratterizzato da un aspetto anticonvenzionale e venne realizzato per sperimentare una configurazione priva di coda, con le prospettive di utilizzare le esperienze acquisite per la produzione di una futura versione ad uso militare specificatamente come aereo da ricognizione a corto raggio, tuttavia il suo sviluppo non superò la valutazione delle caratteristiche di un modello sottoposto ai test della galleria del vento.

## Storia del progetto
Le origini del progetto sono da far risalire agli studi effettuati dal pioniere dell'aerodinamica ingegner Lippisch che diedero origine alla serie Storch nei primi anni trenta. Lippisch iniziò a lavorare su un nuovo progetto di velivolo sperimentale, ulteriore estremizzazione del concetto dei precedenti prototipi atti ad eliminare le superfici di controllo dell'impennaggio introducendo progressivamente il concetto di ala volante. Al fine di un possibile utilizzo a scopo militare, l'assenza di ogni superficie di controllo posteriore avrebbe consentito al membro dell'equipaggio che occupava la postazione posteriore un'eccellente visibilità ed un campo di tiro più efficace.
Il progetto venne elaborato da Lippisch nel 1936 su quanto acquisito dall'esperienza sul suo Storch IX, tuttavia in fase di sviluppo venne messo in discussione dalle teorie di Roth del Deutsche Forschungsanstalt für Segelflug (DFS) il quale sosteneva concetti molto diversi da quelli sostenuti da Lippisch. Alla fine il progetto avviato allo sviluppo, identificato come  DFS 193, in base alle convenzioni Reichsluftfahrtministerium (RLM), ricalcava sia l'aspetto dello Storch IX che quello del contemporaneo Gotha Go 147. Venne realizzato un modello che venne testato nella galleria del vento dell'Aerodynamische Versuchsanstalt (AVA), istituto di ricerca di Gottinga, ed i risultati vennero comunicati al pubblico dallo stesso Lippisch durante un incontro (Nurflügel-Flugzeuge) in cui riferiva dei progressi nella ricerca sui velivoli tutt'ala tenuto a Colonia nel gennaio 1937.
La fase finale, che riguardava la costruzione di un prototipo da avviare a prove di valutazione, venne assegnata alla Siebel Flugzeugwerke KG, tuttavia la sua costruzione non venne mai avviata.